# Kevin Malget
Kevin Malget (ur. 15 stycznia 1991 w Wiltz) – luksemburski piłkarz grający na pozycji środkowego obrońcy. Od 2019 jest zawodnikiem klubu RE Virton.

## Kariera klubowa
Swoją karierę piłkarską Malget rozpoczął w niemieckim klubie Alemannia Aachen. W 2009 roku zaczął grać w rezerwach tego klubu w Oberlidze. Zawodnikiem Alemannii był do 2011 roku. Latem 2011 roku przeszedł do klubu F91 Dudelange. Swój debiut w nim zaliczył 14 sierpnia 2011 w zremisowanym 1:1 wyjazdowym meczu z Fola Esch. W sezonie 2011/2012 wywalczył mistrzostwo oraz zdobył Puchar Luksemburga. W sezonie 2012/2013 został wicemistrzem kraju, a w sezonie 2013/2014 zdobył swój drugi tytuł mistrzowski.
| Sezon   | Klub                | Kraj       | Rozgrywki         | Mecze | Bramki | Rozgrywki Europy                     | Mecze | Bramki |
| ------- | ------------------- | ---------- | ----------------- | ----- | ------ | ------------------------------------ | ----- | ------ |
| 2009/10 | Alemannia Aachen II | Niemcy     | Oberliga          | 1     | 0      | –                                    | –     | –      |
| 2010/11 | Alemannia Aachen II | Niemcy     | Oberliga          | 9     | 1      | –                                    | –     | –      |
| 2011/12 | F91 Dudelange       | Luksemburg | Nationaldivisioun | 19    | 0      | Liga Mistrzów UEFA                   | 1     | 0      |
| 2012/13 | F91 Dudelange       | Luksemburg | Nationaldivisioun | 18    | 3      | Liga Mistrzów UEFA, Liga Europy UEFA | 0 1   | 0      |
| 2013/14 | F91 Dudelange       | Luksemburg | Nationaldivisioun | 17    | 0      | Liga Europy UEFA                     | 0     | 0      |
| 2014/15 | F91 Dudelange       | Luksemburg | Nationaldivisioun | 10    | 0      | Liga Mistrzów UEFA                   | 2     | 0      |
| 2015/16 | F91 Dudelange       | Luksemburg | Nationaldivisioun | 18    | 2      | Liga Europy UEFA                     | 0     | 0      |
| 2016/17 | F91 Dudelange       | Luksemburg | Nationaldivisioun | 16    | 2      | Liga Mistrzów UEFA                   | 1     | 0      |
| 2017/18 | F91 Dudelange       | Luksemburg | Nationaldivisioun | 15    | 1      | Liga Mistrzów UEFA                   | 1     | 0      |
| 2018/19 | F91 Dudelange       | Luksemburg | Nationaldivisioun | 17    | 3      | Liga Mistrzów UEFA, Liga Europy UEFA | 0 6   | 0      |
| 2019/20 | RE Virton           | Belgia     | Eerste klasse B   | 20    | 1      | –                                    | –     | –      |

## Kariera reprezentacyjna
W reprezentacji Luksemburga Malget zadebiutował 4 czerwca 2010 w zremisowanym 0:0 towarzyskim meczu z Wyspami Owczymi, rozegranym w Hesperange.